# Rohrmühle (Gladbach)
Die Rohrmühle war eine Wassermühle mit einem unterschlächtigen Wasserrad am Gladbach in der Stadt Mönchengladbach.

## Geographie
Die Rohrmühle hatte  ihren Standort an der rechten Seite des Gladbachs, an der Ecke Reyerhütten Straße und der Rohrstraße. Oberhalb hatte die Krallsmühle ihren Standort, unterhalb befand sich die Gierthmühle. Das Gelände, auf dem das Mühlengebäude stand, hat eine Höhe von ca. 48 m über NN.

## Gewässer
Der Gladbach, (GEWKZ 28614) der auch Namensgeber der Stadt Mönchengladbach ist, war über Jahrhunderte eine wichtige Lebensader. Er versorgte die Anwohner und insgesamt acht Mühlen mit Wasser und war der Ursprung der aufblühenden Textilindustrie in Mönchengladbach. Der etwa 6,3 km lange Gladbach entsprang in Waldhausen, durchquerte die Stadtteile Pesch und Lürrip und mündete bei Uedding in die Niers. Er ist heute größtenteils verrohrt und fließt ab der Volksbadstraße auf 1.904 m als offenes Gerinne entlang der Bahnstrecke Mönchengladbach–Düsseldorf bis zur Niers. Das Einzugsgebiet des Gewässers beträgt 26,208 km2. Die Pflege und der Unterhalt des Gewässers obliegt der NEW AG.

## Geschichte
Die Rohrmühle hatte ihre urkundliche Ersterwähnung im Jahre 1371, als Johann van Jlem und seine Söhne dem Abt von Gladbach und seinem Konvent gegenüber auf ihre Ansprüche am Hof und der Mühle ten Raide verzichteten. Die Geschichtsschreibung zählt mehrere Namensnennungen der Mühle auf. So wurde sie auch Grevenmühle, Knipscher Mühle, Radermühle und Raher Mühle genannt.
Im Zuge der Säkularisation wurde die Mühle 1803 versteigert und für 19.100 frs an Johann Lambertz aus Gladbach verkauft. 1846 wurde die Mühle in eine wasserkraftbetriebene Spinnerei umgewandelt und 1856 wurde ein Dampfkessel eingebaut. 1903 wurde das Wasserrad entfernt und 1944 wurde das als Getreidelager genutzte Gebäude bei einem Bombenangriff zerstört.

## Galerie

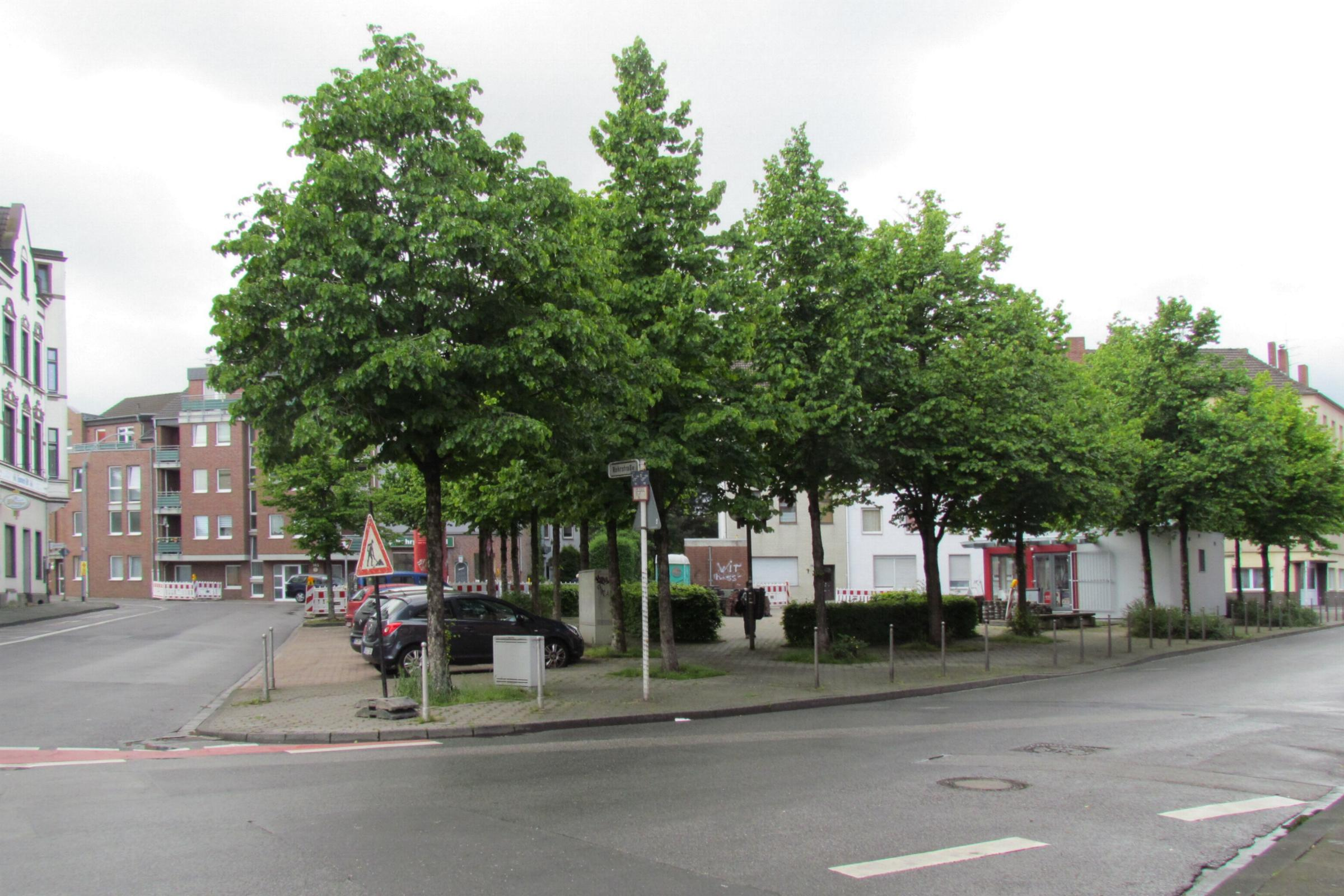
Einstiger Standort der Rohrmühle
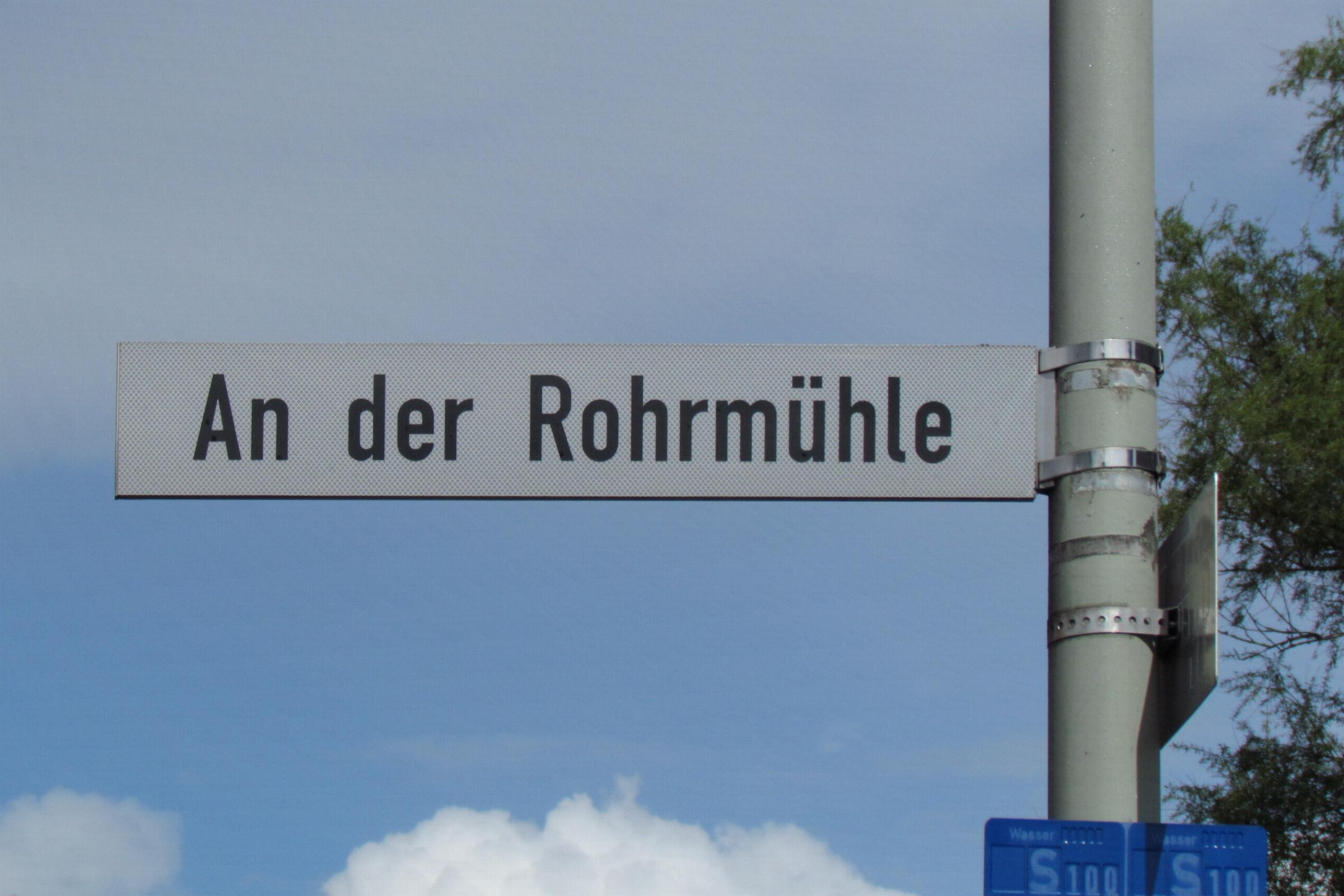
Straßenschild, An der Rohrmühle
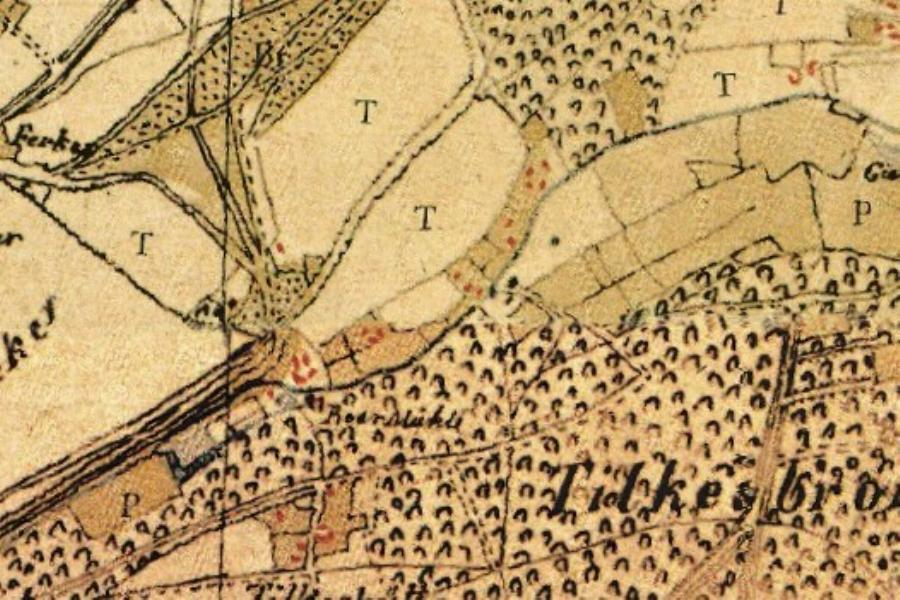
Die Rohrmühle auf der Tranchotkarte 1803–1820
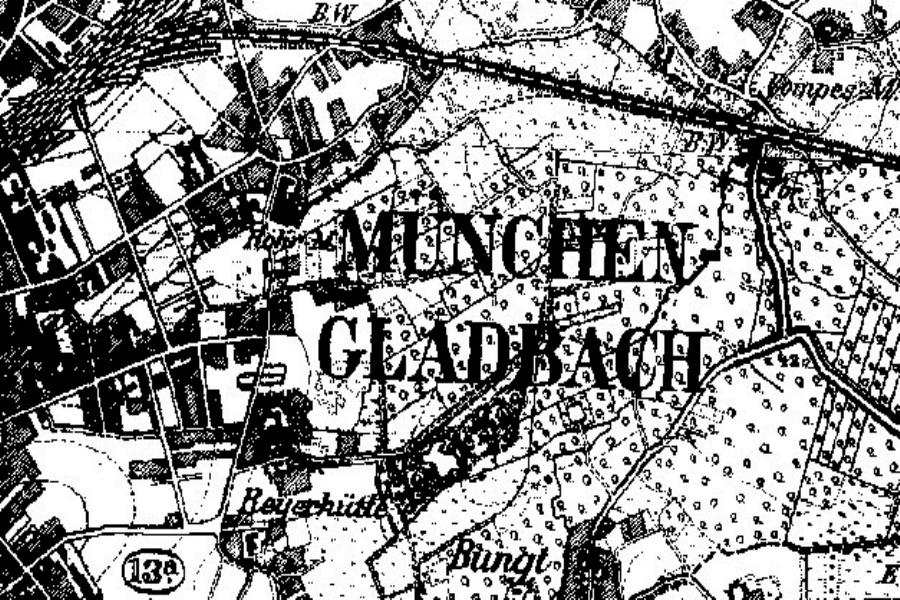
Die Rohrmühle auf der Neuaufnahme 1891–1912
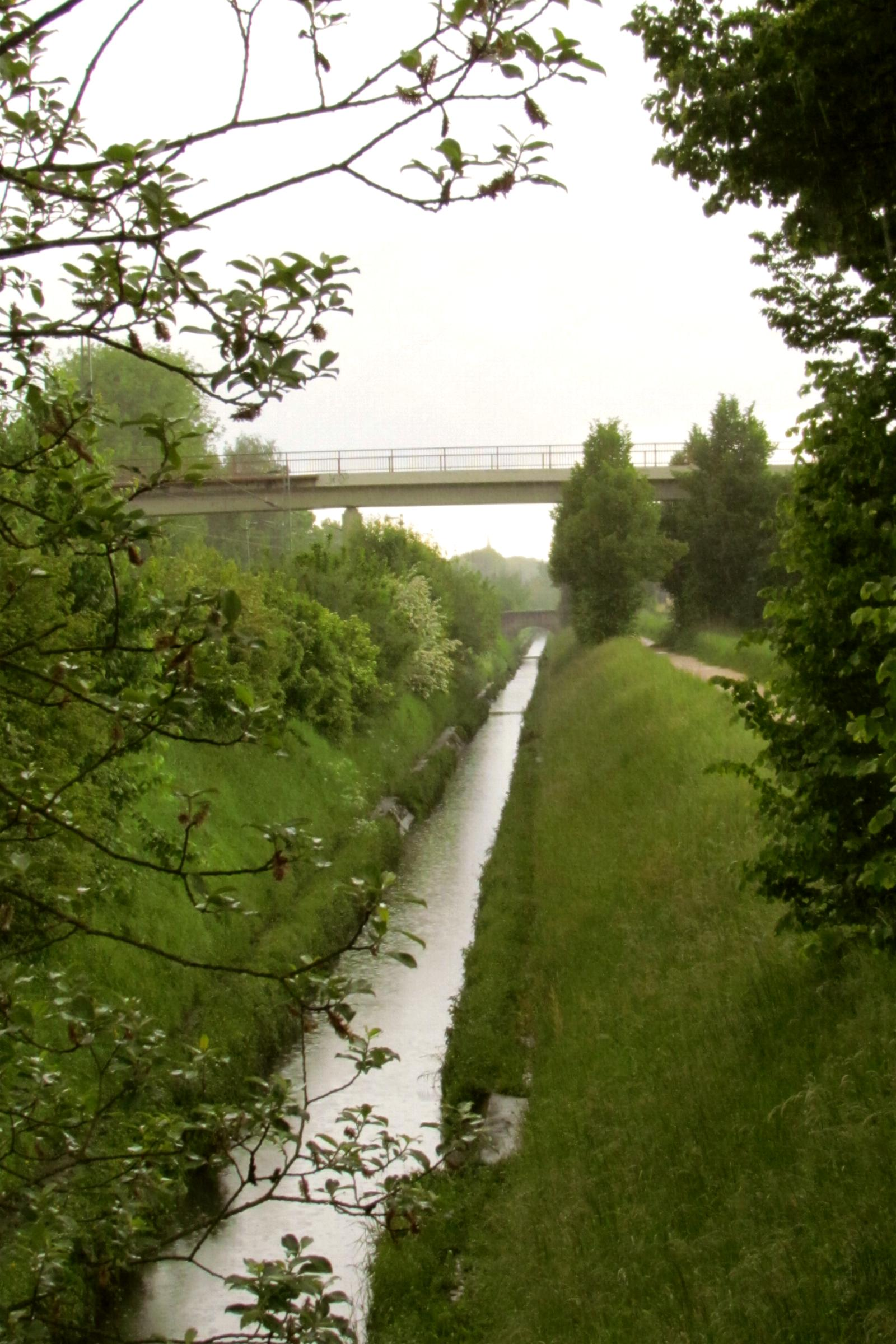
Der Gladbach als offenes Gerinne
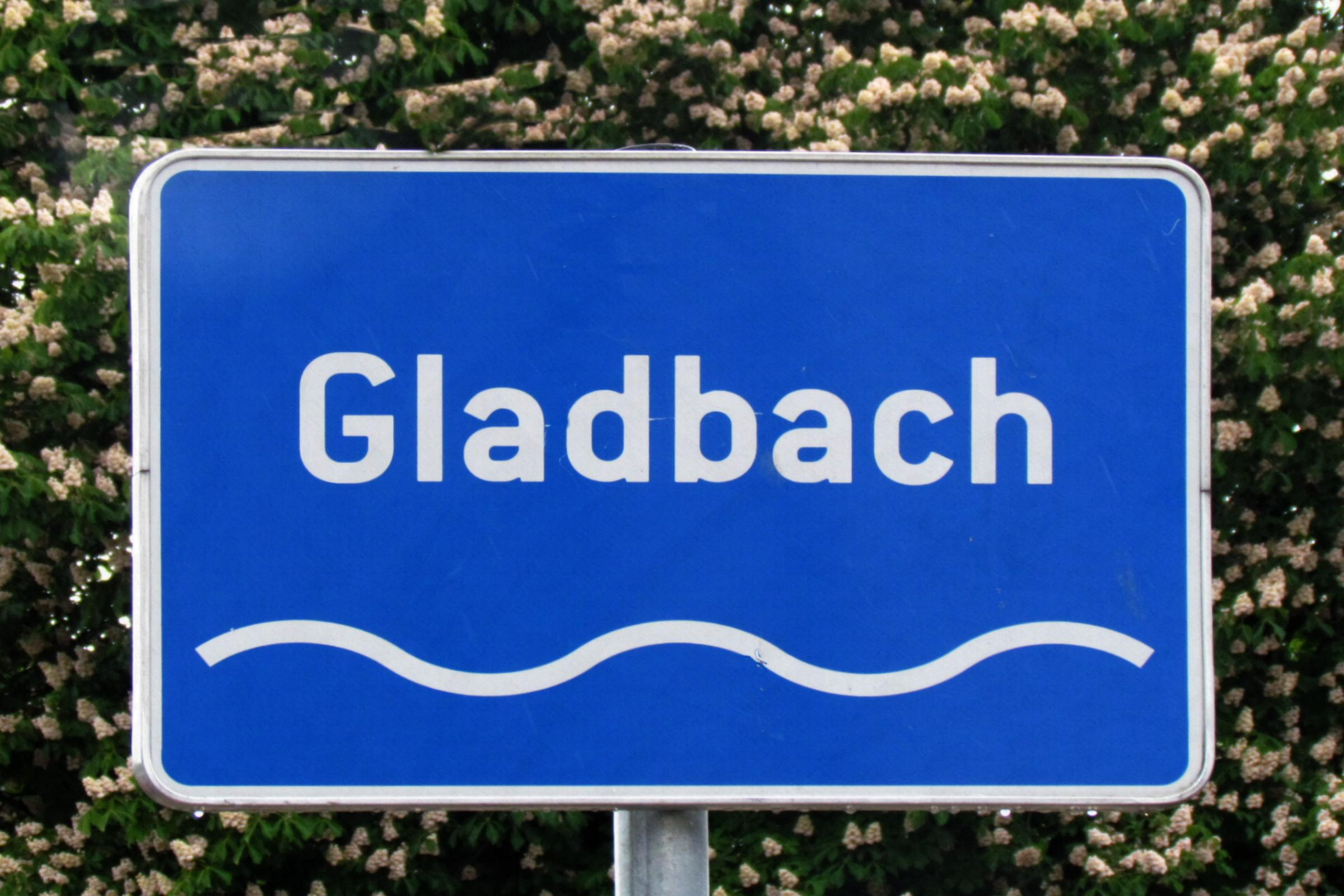
Hinweisschilder zeigen den Kanalverlauf des Gladbachs an
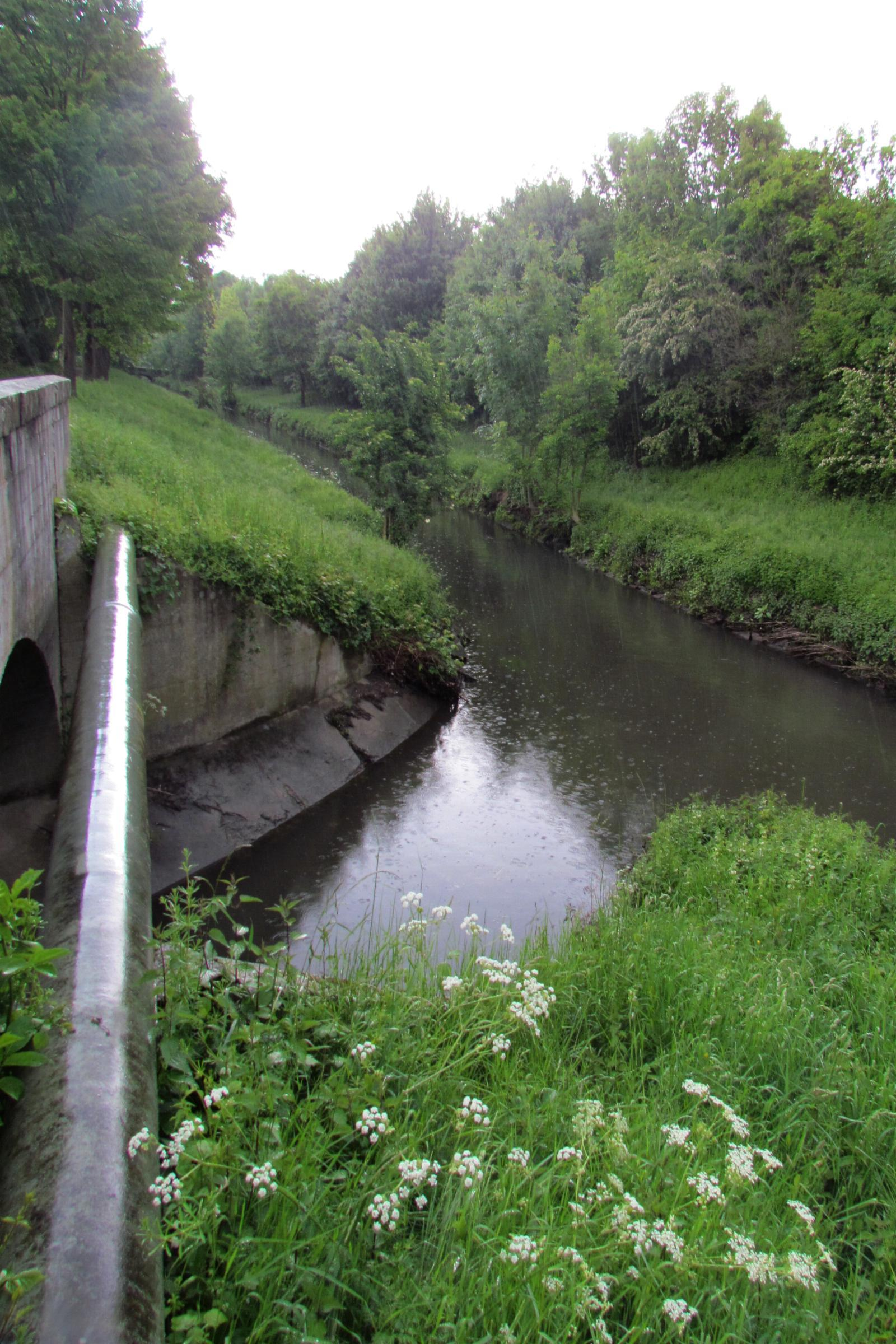
Mündung des Gladbach in die Niers